# 小原谷村
小原谷村（おはらだにむら）は、かつて石川県河北郡に存在した村。現在の金沢市北東部、北陸自動車道の金沢森本インターチェンジの東方一帯にあたる。

## 地理
- 河川 ： 森下川

## 歴史
- 1889年（明治22年）4月1日 - 町村制の施行により、宮野村、高坂村、古屋谷村、清水谷村、東原脇原村、竹又村、松根村、土子原村、曲子原村（まげしはらむら）、正部谷村（しょうぶだにむら）、堀切村、小池村及び切山村の区域をもって、小原谷村が発足する。
- 1907年（明治40年）8月10日 - 直江谷村、小原谷村及び薬師谷村が合併して、三谷村が発足する。

## 行政

### 村長
| 代数 | 氏名       | 就任年月日                 | 退任年月日                | 備考 |
| ---- | ---------- | -------------------------- | ------------------------- | ---- |
| 1    | 小倉彌八郎 | 1889年（明治22年）5月28日  | 1890年（明治23年）3月2日  |      |
| 2    | 辻孝三章孝 | 1890年（明治23年）3月7日   | 1891年（明治24年）3月31日 |      |
| 3    | 鷹野德三郎 | 1891年（明治24年）5月28日  | 1898年（明治31年）1月31日 |      |
| 4    | 大長岩松   | 1898年（明治31年）2月9日   | 1898年（明治31年）5月5日  |      |
| 5    | 鷹野德三郎 | 1898年（明治31年）5月5日   | 1901年（明治34年）1月31日 |      |
| 6    | 西田久次郎 | 1902年（明治35年）4月8日   | 1904年（明治37年）8月2日  |      |
| 7    | 大長岩松   | 1904年（明治37年）11月10日 | 1905年（明治38年）4月2日  |      |
| 8    | 西田久次郎 | 1905年（明治38年）6月21日  | 1907年（明治40年）8月9日  |      |

## 交通

### 道路
現在は旧村域を北陸自動車道が通過するが、当時は未開通。